# Consulta sobre a independência do Barém em 1970
Uma consulta sobre a independência foi realizada na nação insular do Golfo Pérsico, o Barém, em 1970. A consulta (por vezes chamada de "referendo") tomou a forma de uma pesquisa das Nações Unidas questionando se os ilhéus preferiam a independência ou o controle iraniano. O relatório do Representante Pessoal do Secretário-Geral sobre a consulta afirmou que "a esmagadora maioria do povo do Barém deseja obter o reconhecimento de sua identidade em um Estado livre, independente e soberano para decidir por si mesmo suas relações com outros Estados".
Como resultado, o Conselho de Segurança das Nações Unidas aprovou por unanimidade a Resolução 278 em 11 de maio de 1970, ao passo que no mesmo mês o Irã renunciou à sua reivindicação à ilha. O país posteriormente tornou-se independente do Reino Unido em agosto de 1971.

## Envolvimento das Nações Unidas
Em 1969, os governos britânico e iraniano concordaram em abordar o Secretariado das Nações Unidas para resolver a disputa referente a soberania do Barém. Apesar das reivindicações britânicas de que o envolvimento da ONU foi sua iniciativa, as evidências sugerem que o desejo do Xá em acabar com as disputas territoriais com os britânicos antes da sua retirada do Golfo Pérsico em 1971 foi a principal razão. Em um discurso em Nova Delhi, em 1969, o Xá comentou;

Quero dizer que, se o povo do Barém não quiser se juntar ao nosso país, nunca recorreremos à força, porque é contra a política do nosso governo usar a força para capturar essa parte do território... Nossa política e filosofia é contrária à ocupação de outros territórios pela força.Original {{{{{língua}}}}}: — Mohammad Reza Pahlavi, Xá do Irã
.
No início de 1970, o governo iraniano solicitou ao secretário-geral das Nações Unidas que avaliasse a vontade do povo do Barém em relação à sua soberania. O secretário-geral da ONU, U Thant, aceitou a tarefa em 20 de março de 1970 e nomeou o Signor Vittorio Winspeare Guicciardi, diretor-geral do escritório da ONU em Genebra, como seu enviado pessoal no Barém durante a missão. Tanto o governo britânicos quanto o governo iraniano afirmaram que aceitariam os resultados da consulta, desde que fosse aprovada pelo Conselho de Segurança das Nações Unidas. A missão da ONU começou em 30 de março de 1970 e durou duas semanas, resultando na publicação do Documento Número 9772. O parágrafo 57 do relatório do Signor Guicciardi sobre o Barém afirmou que "os resultados da investigação me convenceram de que a esmagadora maioria do povo do Barémsão a favor de que seu território seja oficialmente reconhecido como um país independente de total soberania, com a liberdade de determinar sua relação com outras nações". O relatório foi distribuído entre o Conselho de Segurança das Nações Unidas e o mesmo aprovou por unanimidade a Resolução 278 em 11 de maio de 1970.
O relatório e a resolução da ONU foram debatidos e aceitos tanto na câmara baixa quanto na câmara alta do parlamento iraniano em 14 de maio de 1970, fazendo com que o Irã renunciasse a sua reivindicação sobre o Barém. Os britânicos revogaram seus acordos especiais com o Barém em agosto de 1971, permitindo que o Barém posteriormente declarasse sua independência. Em 29 de agosto de 1971, o Barém e o Irã estabeleceram relações diplomáticas.